# Episodi di Friends (quarta stagione)
La quarta stagione della sitcom Friends, composta da ventiquattro episodi, è andata in onda negli Stati Uniti dal 25 settembre 1997 al 7 maggio 1998 sul canale NBC.
In Italia è invece stata trasmessa dal 28 aprile al 25 maggio 1999 su Rai 3.
| nº | Titolo originale                        | Titolo italiano                     | Prima TV USA      | Prima TV Italia |
| -- | --------------------------------------- | ----------------------------------- | ----------------- | --------------- |
| 1  | The One with the Jellyfish              | Monica e la medusa                  | 25 settembre 1997 | 28 aprile 1999  |
| 2  | The One with the Cat                    | La reincarnazione                   | 2 ottobre 1997    | 29 aprile 1999  |
| 3  | The One with the Cuffs                  | Amore e manette                     | 9 ottobre 1997    | 29 aprile 1999  |
| 4  | The One with the Ballroom Dancing       | Lezioni di ballo                    | 16 ottobre 1997   | 30 aprile 1999  |
| 5  | The One with Joey's New Girlfriend      | Ridatemi il raffreddore             | 30 ottobre 1997   | 3 maggio 1999   |
| 6  | The One with the Dirty Girl             | Catering per funerali               | 6 novembre 1997   | 4 maggio 1999   |
| 7  | The One Where Chandler Crosses the Line | La scoperta di un talento           | 13 novembre 1997  | 5 maggio 1999   |
| 8  | The One with Chandler in a Box          | Sei ore di riflessione              | 20 novembre 1997  | 6 maggio 1999   |
| 9  | The One Where They're Going to Party    | Miglioramento di carriera           | 11 dicembre 1997  | 7 maggio 1999   |
| 10 | The One with the Girl from Poughkeepsie | Dimostrazione di forza              | 18 dicembre 1997  | 8 maggio 1999   |
| 11 | The One with Phoebe's Uterus            | Regalo di nozze                     | 8 gennaio 1998    | 10 maggio 1999  |
| 12 | The One with the Embryos                | La scommessa                        | 15 gennaio 1998   | 11 maggio 1999  |
| 13 | The One with Rachel's Crush             | Acquisti personalizzati             | 29 gennaio 1998   | 12 maggio 1999  |
| 14 | The One with Joey's Dirty Day           | Le tre fasi della depressione       | 5 febbraio 1998   | 13 maggio 1999  |
| 15 | The One with All the Rugby              | La partita di rugby                 | 26 febbraio 1998  | 14 maggio 1999  |
| 16 | The One with the Fake Party             | Party a sorpresa                    | 19 marzo 1998     | 15 maggio 1999  |
| 17 | The One with the Free Porn              | TV a luci rosse                     | 26 marzo 1998     | 17 maggio 1999  |
| 18 | The One with Rachel's New Dress         | La scelta dei nomi                  | 2 aprile 1998     | 18 maggio 1999  |
| 19 | The One with All the Haste              | Scommessa finale                    | 9 aprile 1998     | 19 maggio 1999  |
| 20 | The One with all the Wedding Dresses    | I vestiti da sposa                  | 16 aprile 1998    | 20 maggio 1999  |
| 21 | The One with the Invitations            | Ti ricordi quando...                | 23 aprile 1998    | 21 maggio 1999  |
| 22 | The One with the Worst Best Man Ever    | Addio al celibato                   | 30 aprile 1998    | 22 maggio 1999  |
| 23 | The One with Ross's Wedding (I e II)    | Il matrimonio di Ross (1 e 2 parte) | 7 maggio 1998     | 24 maggio 1999  |
| 24 | The One with Ross's Wedding (I e II)    | Il matrimonio di Ross (1 e 2 parte) | 7 maggio 1998     | 25 maggio 1999  |

## Monica e la medusa
- Titolo originale: The One with the Jellyfish
- Diretto da: Shelley Jensen
- Scritto da: Wil Calhoun

### Trama
Ross decide di lasciare Bonnie e, per parlarle, impiega tutta la notte. Successivamente il ragazzo si reca nella stanza di Rachel, la quale nel frattempo gli ha scritto una lettera lunghissima. Ross si addormenta durante la lettura, ma mente alla ragazza dicendole di averla letta tutta. Rachel chiede a Ross se conferma tutto quanto ha appena letto e lui, non sapendo a cosa si stia riferendo, annuisce. Durante una passeggiata sulla spiaggia Monica viene punta da una medusa e Chandler è costretto a urinarle sulla ferita affinché questa non bruci. Dopo questo avvenimento i due non riescono più a guardarsi negli occhi senza ricordare l'accaduto. Phoebe si reca da Ursula per rivelarle di aver trovato la loro madre naturale. La perfida gemella le risponde di essere già a conoscenza di questa cosa perché la madre adottiva aveva scritto loro una lettera prima di suicidarsi. Ursula però si era "dimenticata" di avvertire la sorella. La madre naturale di Phoebe cerca di conoscere meglio sua figlia, ma per la ragazza non è facile gestire tutte le nuove emozioni provate. Ross rilegge la lettera e scopre che Rachel gli aveva scritto che la condizione per tornare assieme era che lui si addossasse tutte le colpe del cattivo andamento del loro rapporto. Ross non vuole cedere e i due si lasciano nuovamente.
- Guest Star: Christine Taylor (Bonnie)

## La reincarnazione
- Titolo originale: The One with the Cat
- Diretto da: Shelley Jensen
- Scritto da: Jill Condon e Amy Toomin

### Trama
Monica esce con Chip, il ragazzo più popolare della scuola quando lei e Rachel frequentavano il liceo. Monica vuole prendersi una rivincita perché, quando era un'adolescente obesa, non sarebbe mai potuta uscire con un ragazzo simile. Joey mette un annuncio sul giornale per vendere il suo mobile. La persona che risponde all'annuncio sfida Joey ad entrare nel mobile, poi blocca le ante e gli svaligia l'appartamento. Phoebe trova un gatto e crede che nell'animale si sia reincarnata la madre adottiva. Ross scopre che il gatto è stato smarrito da una bambina, ma nessuno ha il coraggio di dirlo all'amica. Monica si accorge che Chip si comporta ancora come ai tempi del liceo e quindi decide di non continuare a frequentarlo.

## Amore e manette
- Titolo originale: The One with the Cuffs
- Diretto da: Peter Bonerz
- Scritto da: Seth Kurland

### Trama
Chandler ricomincia a frequentare Joanna. Durante un gioco erotico, la donna ammanetta Chandler alla scrivania dell'ufficio. Joanna viene chiamata per una riunione urgente e, pensando di impiegare poco tempo, lascia imprigionato il suo partner. Quando Rachel si introduce senza permesso nell'ufficio del suo capo, trova l'amico ammanettato e lo libera. Successivamente la ragazza ci ripensa perché, liberando Chandler, ammetterebbe di essersi introdotta di nascosto nell'ufficio del suo capo. Alla fine Rachel riesce a convincere Chandler a farsi ammanettare di nuovo. Monica viene assunta dalla madre per organizzare il buffet di una festa. La ragazza cerca di capire se è stata scelta per compassione o per la sua bravura. Monica perde un'unghia finta in una delle quiche e scopre che la madre si aspettava già un suo errore. Phoebe convince l'amica a non lasciarsi abbattere. Un venditore di enciclopedie cerca di vendere i suoi prodotti a Joey. Il ragazzo però non ha denaro per acquistare l'intera enciclopedia e quindi compra solo il volume della lettera "V". Chandler si vendica di Joanna lasciandola ammanettata.
● Guest Star: Alison La Placa (Joanna), Penn Jillette (venditore di enciclopedie), Laura Dean (Sophie), Christina Pickles (Judy Geller)

## Lezioni di ballo
- Titolo originale: The One with the Ballroom Dancing
- Diretto da: Gail Mancuso
- Scritto da: Ted Cohen e Andrew Reich

### Trama
Rachel va per la prima volta a gettare la spazzatura perché, fino a quel momento, se n'era sempre occupata Monica. La ragazza ottura il condotto dove vengono gettati i sacchi e il portiere del palazzo si infuria. Quando Joey cerca di difendere l'amica, il portiere si arrabbia ancora di più e minaccia di denunciare le ragazze che vivono illegalmente nell'appartamento intestato alla nonna di Monica, ma Joey si offre di aiutarlo ad esercitarsi nel ballo per una festa elegante in cambio del suo silenzio. I ragazzi scoprono che Chandler è iscritto in palestra, ma non la frequenta mai. Il motivo per cui non riesce a disdire l'iscrizione è Maria, una ragazza molto bella che parla con tutti i clienti uomini che vogliono lasciare il centro sportivo. Ross si offre di aiutare l'amico, ma anche lui subisce il fascino della ragazza. Phoebe è attratta da un suo cliente, ma viene licenziata dopo essere stata scoperta a baciarlo.
● Guest Star: Mike Hagerty (Treeger)

## Ridatemi il raffreddore
- Titolo originale: The One with Joey's New Girlfriend
- Diretto da: Gail Mancuso
- Scritto da: Gregory S. Malins e Michael Curtis

### Trama
Chandler cerca di approcciare una ragazza, ma scopre che questa sta già aspettando Joey. Phoebe è raffreddata e la sua voce diventa particolarmente sexy. Quando il raffreddore passa, la ragazza fa di tutto per ammalarsi nuovamente. Ross si vanta di essere stato invitato da Amanda a casa sua, ma solo per fare da babysitter ai loro figli. Rachel inizia a frequentare un ragazzo giovane per ripicca verso Ross, ma verrà derubata più volte. Alla fine sarà un'ammalata Monica a far smettere i due di comportarsi come degli egoisti.

## Catering per funerali
- Titolo originale: The One with the Dirty Girl
- Diretto da: Shelley Jensen
- Scritto da: Shana Goldberg-Meehan e Scott Silver

### Trama
Chandler compra il regalo perfetto per il compleanno di Kathy, ma gli amici pensano che sia un po' eccessivo mostrarsi più brillante del fidanzato. Il ragazzo inizialmente prova a cercare un regalo altrettanto bello da dare a Joey, ma alla fine cede all'amico il suo regalo. Kathy capisce subito la verità e ringrazia Chandler. Phoebe convince Monica ad avviare seriamente la sua attività di catering prestandole dei soldi, ma scopre che l'amica non riesce a chiedere il compenso ai suoi clienti, quindi se ne occupa lei. Ross inizia a frequentare una ragazza molto bella, ma che ha una casa tremendamente sporca e disordinata.
- Guest Star: Rebecca Romijn (amica di Ross)

## La scoperta di un talento
- Titolo originale: The One Where Chandler Crosses the Line
- Diretto da: Kevin S. Bright
- Scritto da: Adam Chase

### Trama
Chandler è innamorato di Kathy, la ragazza di Joey. Quest'ultimo, invece non dà particolare peso alla relazione ed inizia a frequentare anche un'altra persona. Chandler e Kathy per un caso fortuito si trovano soli nell'appartamento e scocca la passione. Ross intanto si esibisce in una performance di cui si sentiva orgoglioso al college, suscitando l'ilarità dei suoi amici. Joey scopre il tradimento dell'amico con Gunter e si arrabbia moltissimo.

## Sei ore di riflessione
- Titolo originale: The One with Chandler in a Box
- Diretto da: Peter Bonerz
- Scritto da: Michael Borkow

### Trama
Joey obbliga Chandler a stare chiuso in una cassa per sei ore e riflettere su quello che ha fatto. Monica si ferisce l'occhio mentre sta preparando il tacchino per il Ringraziamento, così è costretta ad andare dall'oculista. Il medico è il figlio di Richard. Dopo essere stata curata, Monica decide di invitare il ragazzo a cena. Ross intanto si scontra con Rachel perché lei ha la brutta abitudine di sostituire i regali ricevuti. Alla fine Monica si rende conto che baciare il figlio di Richard le ricorda troppo Richard stesso e lascia perdere. Joey, vedendo che Kathy ha deciso di lasciar perdere Chandler per non rovinare l'amicizia tra i due, decide di perdonarlo e lo invita a raggiungere Kathy.

## Miglioramento di carriera
- Titolo originale: The One Where They're Going to Party
- Diretto da: Peter Bonerz
- Scritto da: Ted Cohen e Andrew Reich

### Trama
Chandler e Ross sono eccitati perché sta per arrivare in città un loro ex compagno di college: Gandalf, il mago delle feste. Monica ottiene un lavoro come redattrice di articoli di critica culinaria ma, dopo le pesanti accuse mosse al ristorante Alessandro, il titolare va a casa sua per lamentarsi. Per dimostrargli di avere ragione, la ragazza gli mostra come andrebbero cucinati i piatti che propone nel locale e le viene proposto di diventarne lo chef; questo mette in crisi il rapporto tra Monica e Phoebe perché quest'ultima si ritrova così senza lavoro. Rachel si scontra con il suo capo perché le impedisce di ottenere un avanzamento di carriera. Dopo aver minacciato di andarsene, Joanna decide di offrirle un ufficio, un aumento di stipendio, un'assistente e un nuovo ruolo appositamente per lei ma, prima di poter formalizzare il tutto, Joanna viene investita da un'auto e muore.
- Guest Star: Taylor Negron (proprietario del ristorante), Laura Dean (Sophie), Jennifer Rhodes (Sig.ra Lynch)

## Dimostrazione di forza
- Titolo originale: The One with the Girl from Poughkeepsie
- Diretto da: Gary Halvorson
- Scritto da: Scott Silveri

### Trama
Rachel è stanca di essere single, perciò Chandler si propone di aiutarla presentandole qualcuno del suo ufficio, ma fraintende le intenzioni dell'amica e la descrive come una ragazza facile. Ross incomincia ad uscire con una ragazza che abita a due ore e mezza di distanza da dove abita. Monica continua ad avere problemi con il suo staff, così assume Joey per licenziarlo davanti a tutti e ottenere il rispetto dovuto. Phoebe scrive una canzone su tutti loro per le feste.
- Guest Star: Taylor Negron (proprietario del ristorante)

## Regalo di nozze
- Titolo originale: The One with Phoebe's Uterus
- Diretto da: David Steinberg
- Scritto da: Seth Kurland

### Trama
Phoebe scopre che suo fratello si è sposato. Frank le rivela che a causa dell'età della moglie non saranno in grado di avere dei figli e il ragazzo chiede alla sorella di concedere loro il suo utero per una inseminazione artificiale. Joey viene assunto come guida nel museo dove lavora Ross, ma scopre che i dottori non socializzano mai con il resto del personale. Chandler ha paura di fare sesso con Kathy perché non si sente all'altezza di Joey e i suoi timori si rivelano fondati. Il ragazzo chiede quindi consiglio a Monica.
- Guest Star: Giovanni Ribisi (Frank)

## La scommessa
- Titolo originale: The One with the Embryos
- Diretto da: Kevin S. Bright
- Scritto da: Jill Condon e Amy Toomin

### Trama

Chandler e Joey si pavoneggiano dopo aver ottenuto l'appartamento di Rachel e Monica, sotto lo sguardo amareggiato di quest'ultima.

Phoebe si reca in clinica per l'impianto degli embrioni. Nel frattempo gli altri ragazzi discutono su chi tra loro conosce meglio gli altri componenti del gruppo. Le ragazze decidono di sfidare i ragazzi in un quiz realizzato da Ross. Come posta in gioco Chandler e Joey propongono uno scambio di appartamenti, mentre Monica e Rachel chiedono l'allontanamento del gallo e della papera. Chandler e Joey vincono e avviene lo scambio di appartamenti, con Monica e Rachel disperate perché il loro nuovo appartamento è piccolo, disordinato e molto più brutto di quello appena perso.

## Acquisti personalizzati
- Titolo originale: The One with Rachel's Crush
- Diretto da: Dana DeVally Piazza
- Scritto da: Shana Goldberg-Meehan

### Trama
Monica è indispettita perché da quando hanno cambiato appartamento non si sente più la padrona di casa, inoltre inizia a cambiare da cima a fondo l'ex appartamento dei ragazzi per renderlo molto più pulito e accogliente, riuscendo nell'impresa. Chandler è geloso perché ha paura che Kathy frequenti il suo collega della nuova commedia erotica di cui è la protagonista. Quando i due discutono per la gelosia di lui, lei va a letto col suo collega e quando Chandler lo scopre la lascia. Rachel viene spostata a lavorare nel settore acquisti personalizzati, dove conosce un bellissimo ragazzo ricco di nome Joshua.
- Guest Star: Tate Donovan (Joshua)

## Le tre fasi della depressione
- Titolo originale: The One with Joey's Dirty Day
- Diretto da: Peter Bonerz
- Scritto da: Wil Calhoun

### Trama
Chandler è depresso per la rottura con Kathy. Rachel ottiene un invito da Joshua la stessa sera in cui deve accompagnare all'opera la nipote del suo capo, Emily, così la fa uscire insieme a Ross e tra i due scocca la scintilla. Joey va a un provino estremamente sporco e puzzolente dopo una sfortunata gita in barca, e lì incontra Charlton Heston.
- Guest Star: Charlton Heston (sé stesso), Helen Baxendale (Emily), Tate Donovan (Joshua)

## La partita di rugby
- Titolo originale: The One with All the Rugby
- Diretto da: James Burrows
- Scritto da: Ted Cohen, Andrew Reich e Wil Calhoun

### Trama
Chandler ricomincia a frequentare Janice, ma vuole scaricarla nuovamente e le dice di essere in procinto di trasferirsi nello Yemen. Ross si propone di unirsi a degli amici di Emily per una partita a rugby. Monica scandaglia tutta la casa per trovare a cosa serve un interruttore del nuovo appartamento.
- Guest Star: Helen Baxendale (Emily), Tate Donovan (Joshua)

## Party a sorpresa
- Titolo originale: The One with the Fake Party
- Diretto da: Michael Lemberck
- Scritto da: Alicia Sky Varinaitis, Scott Silveri e Shana Goldberg-Meehan

### Trama
Rachel decide di sedurre Joshua invitandolo ad un party improvvisato per la partenza di Emily. Phoebe da quando è incinta sente il forte bisogno di mangiare carne nonostante sia vegetariana, così Joey per aiutarla decide di non mangiare più carne al posto suo.
- Guest Star: Helen Baxendale (Emily), Tate Donovan (Joshua)

## TV a luci rosse
- Titolo originale: The One with the Free Porn
- Diretto da: Michael Lemberck
- Scritto da: Mark Kunerth e Richard Goodman

### Trama
Chandler e Joey trovano per caso un canale erotico e non vogliono spegnere la TV per paura di perdere la possibilità di vederlo. Phoebe durante la visita ginecologica scopre di avere in grembo tre gemelli, così lo comunica a Frank e a sua moglie che rimangono allibiti per le future spese che dovranno affrontare. Ross si reca all'aeroporto per salutare un'ultima volta Emily e dirle che l'ama.

## La scelta dei nomi
- Titolo originale: The One with Rachel's New Dress
- Diretto da: Gail Mancuso
- Scritto da: Andrew Reich, Ted Cohen, Jill Condon e Amy Toomin

### Trama
Phoebe deve scegliere il nome di uno dei tre gemelli e Chandler e Joey propongono i loro, alla fine viene scelto il nome di Chandler. Ross è preoccupato perché Emily si propone a Susan come guida turistica di Londra. Rachel si aspetta una serata romantica con Joshua a casa di lui, ma mentre è in lingerie arrivano i suoi genitori ed è costretta a mentire e a dire che è un nuovo capo di alta moda.
● Guest Star: Tate Donovan (Joshua), John Bennett Perry (padre di Joshua)

## Scommessa finale
- Titolo originale: The One with All the Haste
- Diretto da: Kevin S. Bright
- Scritto da: Scott Silveri e Wil Calhoun

### Trama
Monica e Rachel vogliono a tutti i costi riprendersi il loro vecchio appartamento, ma perdendo nuovamente un'altra scommessa sono costrette a giocare d'astuzia e a riprenderselo mentre i ragazzi sono a una partita dei Knicks. Le due scambiano tutte le loro cose con quelle dei ragazzi prima che tornino, ma Chandler e Joey pretendono che venga restituito l'appartamento vinto, così Rachel e Monica propongono loro di lasciare che le cose stiano così e in cambio loro si baceranno davanti ai due ragazzi per un intero minuto. Ross decide di sposare Emily, lasciando Rachel scioccata dalla decisione dei due.

## I vestiti da sposa
- Titolo originale: The One with all the Wedding Dresses
- Diretto da: Gail Mancuso
- Scritto da: Adam Chase, Gregory S. Malins e Michael Curtis

### Trama
Monica deve andare a ritirare l'abito da sposa di Emily e rimane talmente emozionata che decide di indossarlo anche in casa insieme a Phoebe. Ross fissa la data del matrimonio e Rachel per ripicca decide di chiederlo anche a Joshua, pur consapevole di non volerlo veramente. Joey russa e Chandler decide di portarlo in una clinica del sonno.

## Ti ricordi quando...
- Titolo originale: The One with the Invitations
- Diretto da: Peter Bonerz
- Scritto da: Seth Kurland

### Trama
Ross deve spedire gli inviti per il matrimonio ed è indeciso se inviarlo anche a Rachel, così ripercorre la loro intera storia per rendersi conto che comunque è una parte importante della sua vita e non può non invitarla.

## Addio al celibato
- Titolo originale: The One with the Worst Best Man Ever
- Diretto da: Peter Bonerz
- Scritto da: Seth Kurland, Gregory S. Malins e Michael Curtis

### Trama
Ross sceglie Joey come testimone invece di Chandler, così si deve assumere il compito di organizzare la festa di addio al celibato, ma, finito il party, l'anello di fidanzamento è sparito. Le ragazze, poiché non sono state invitate alla festa, decidono di organizzarne una loro per i nascituri di Phoebe, ma lei è estremamente irascibile a causa degli ormoni.

## Il matrimonio di Ross (1ª parte)
- Titolo originale: The One with Ross's Wedding (I)
- Diretto da: Kevin S. Bright
- Scritto da: Michael Borkow

### Trama
Tutti eccetto Phoebe e Rachel volano a Londra per il matrimonio di Ross, ma all'arrivo una serie di imprevisti sconvolge i piani della coppia. Chandler si sente a disagio per il comportamento di Joey. Rachel si accorge di amare ancora Ross e vola a Londra per dirglielo. Phoebe, da casa, cerca in tutti i modi di impedire che l'amica faccia una sciocchezza.

## Il matrimonio di Ross (2ª parte)
- Titolo originale: The One with Ross's Wedding (II)
- Diretto da: Kevin S. Bright
- Scritto da: Shana Goldberg-Meehan, Scott Silveri, Jill Condon e Amy Toomin

### Trama
Dopo un discorso imbarazzante Chandler è a terra e viene consolato da Monica, anche lei triste perché un invitato l'ha scambiata per sua madre, ma i due finiscono a letto insieme. Rachel arriva a Londra, ma decide di non confessare a Ross i suoi sentimenti dopo che ha visto i futuri sposi insieme. Ross riesce a organizzare il matrimonio perfetto, ma all'altare invece di pronunciare il nome della futura moglie dice quello di Rachel.
- Guest Star: Hugh Laurie (gentiluomo sull'aereo)